# Światowa Wspólnota Medytacji Chrześcijańskiej
Światowa Wspólnota Medytacji Chrześcijańskiej (The World Community for Christian Meditation – w skrócie WCCM) – kontemplatywny ekumeniczny ruch medytacji chrześcijańskiej. Jego misją jest rozpowszechnianie w Kościele modlitwy kontemplatywnej, jako centralnego wymiaru chrześcijańskiej duchowości. WCCM została powołana do życia jako swobodna struktura w 1991 roku podczas Seminarium Johna Maina, jakkolwiek od wielu już lat istniały na całym świecie grupy chrześcijan, którzy praktykowali medytację zgodnie z nauką ojca Johna Maina, OSB. Misją WCCM jest krzewienie medytacji, w szczególności poprzez grupy medytacyjne spotykające się w domach prywatnych, parafiach, uczelniach, więzieniach. Częścią tej wspólnoty są Ośrodki Medytacji Chrześcijańskiej, każdy na swój unikatowy sposób.
Ważnym aspektem pracy Wspólnoty jest dialog międzykulturowy, jak również zaangażowanie w programy edukacyjne, świat biznesu i instytucje służby zdrowia.
Jedność Wspólnoty jest zakotwiczona w nauczaniu benedyktyńskiego mnicha i kapłana ojca Johna Maina, OSB (1926-1982). Nauczał on medytacji chrześcijańskiej opartej na tradycji ojców pustyni przekazanej Zachodowi przez Jana Kasjana – mistrza św. Benedykta. W 1975 założył on wraz z ojcem Laurence’em Freemanem OSB, istniejące do dziś, Centrum Medytacji Chrześcijańskiej w Londynie. Od 1975 roku powstało w ponad 100 krajach około 1800 grup i 27 centrów medytacyjnych, inspirujących się nauką ojca Johna Maina OSB oraz wczesną tradycją monastyczną, zwłaszcza benedyktyńską.
Obecnym dyrektorem WCCM jest ojciec Laurence Freeman OSB, uczeń Johna Maina. „Wspólnota Medytujących Chrześcijan- jak pisze ojciec Laurence Freeman OSB – jest pewnego rodzaju klasztorem. Jest to klasztor ludzi zjednoczonych modlitwą serca, w modlitwie Jezusa, gdzie Duch Święty napełnia nasze wnętrza. Klasztor ten nie ma ścian i jednoczy ludzi podążających różnymi ścieżkami życia”.
W Polsce Wspólnota wspiera tworzenie się grup Medytacji Chrześcijańskiej, spotyka się podczas corocznych sesji Meditatio, Szkoły Medytacji i sesji w dialogu międzyreligijnego.
Kościół Rzymskokatolicki zatwierdził kanonicznie WCCM w uproszczonej formie, jako ekumeniczną wspólnotę kontemplacyjną. Biskup Giuglio Sanguinetti – dekretem z dnia 11 lipca 2007 – zatwierdził i ustanowił WCCM (The World Community for Christian Meditation / Światową Wspólnotę Medytacji Chrześcijańskiej) Prywatnym Stowarzyszeniem Wiernych udzielając mu osobowości prawnej.